# HD196542
HD196542 — подвійна зоря. 
Дана подвійна система має видиму зоряну величину в смузі V приблизно 9,3.

## Подвійна зоря
Головна зоря цієї системи належить до хімічно пекулярних зір й має спектральний клас A4.
В той же час спектральний клас іншої компоненти залишається  ще не визначеним.

## Пекулярний хімічний склад
Зоряна атмосфера HD196542 має підвищений вміст 
Cr
.